# Rui Vitória
Rui Carlos Pinho da Vitória est un footballeur portugais né le 16 avril 1970 à Alverca do Ribatejo, reconverti entraîneur. Il est l’actuel entraîneur du Panathinaïkós en Grèce.

## Biographie

### Carrière de joueur
Rui Vitória joue 18 matchs en deuxième division portugaise lors de la saison 1996-1997 avec le club d'Alverca, inscrivant un but.
Il évolue le reste du temps dans de modestes clubs de troisième, quatrième et même cinquième division.

### Carrière d'entraîneur
Il commence par diriger les joueurs de l'UD Vilafranquense en troisième division. Il entraîne ensuite les juniors du Benfica Lisbonne.
Il entraîne ensuite le club du CD Fátima, en deuxième et troisième division. Puis, en 2010, il entraîne pour la première fois en première division, avec l'équipe de Paços de Ferreira. Il prend ensuite les rênes du Vitoria Guimarães.

#### Benfica Lisbonne (2015-2019)
Lors de l'été 2015, il devient entraîneur du Benfica Lisbonne. Il y remporte à l'issue de la saison le titre de champion du Portugal.

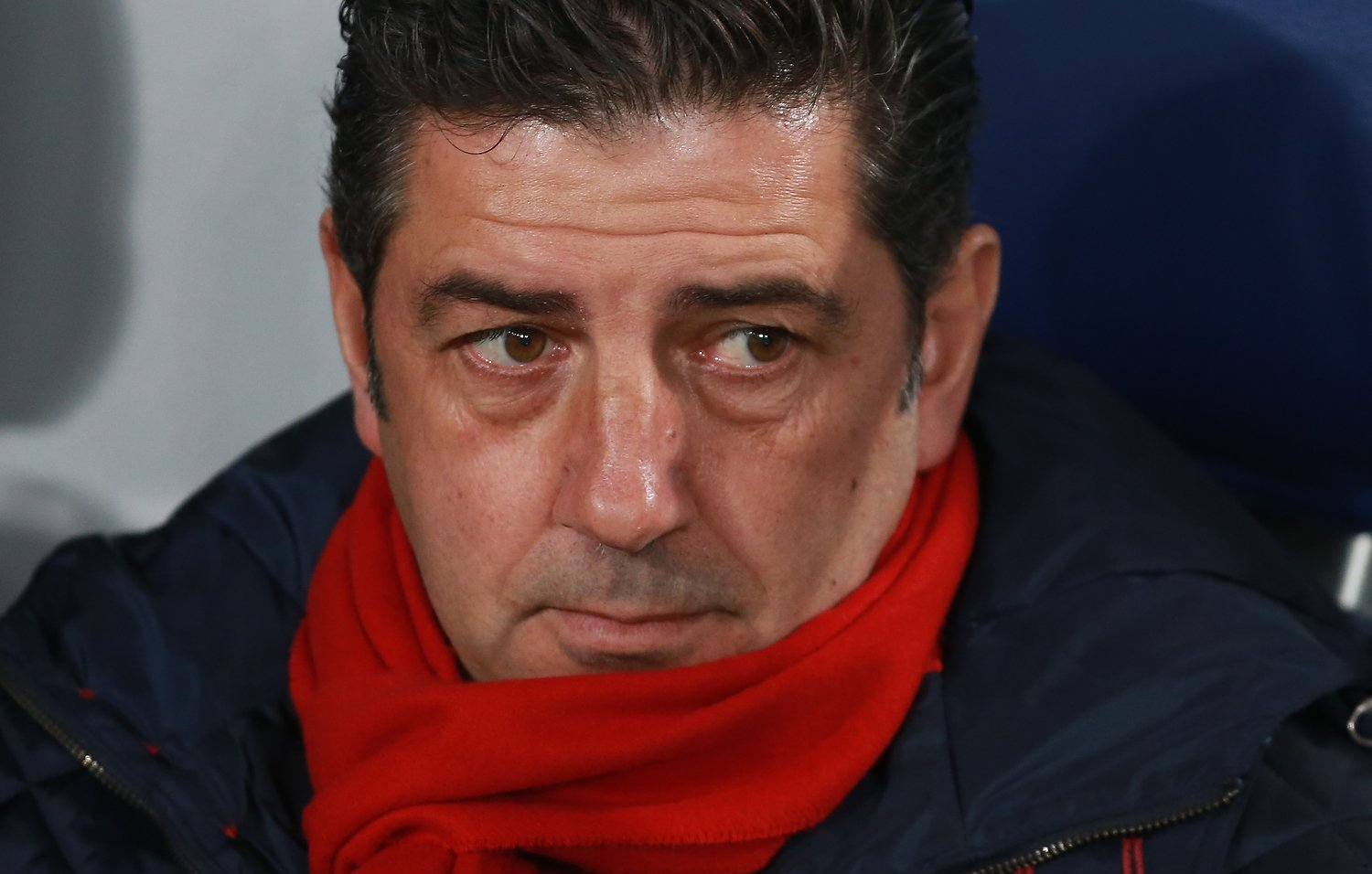
Rui Vitoria avec Benfica vers 2016

Après un début de saison 2018-2019 décevant qui voit le club être éliminé de Ligue des champions et se classer quatrième en championnat après une défaite à Portimonense, Rui Vitória est limogé le 3 janvier 2019. Il est remplacé par son adjoint Bruno Lage.

## Palmarès d'entraîneur
C.D Fátima
- Championnat du Portugal de D3 : 2009

 Vitória Guimarães
- Coupe du Portugal : 2013

 SL Benfica
- Championnat du Portugal : 2016 , 2017 et 2019
- Coupe de la ligue :2016
- Supercoupe du Portugal : 2016 et 2017

 Al-Nasr
- Championnat d’Arabie Saoudite : 2019
- Supercoupe d'Arabie saoudite de football : 2020